# Universiteit van Klagenfurt

De Universiteit van Klagenfurt (Duits: Alpen-Adria-Universität Klagenfurt) is een openbare universiteit in de Oostenrijkse stad Klagenfurt. In 2018 telde de universiteit 11.600 studenten.
De universiteit werd in 1970 opgericht.

## Bekende studenten en professoren
- Janko Ferk (* 1958), Oostenrijks-Sloveense rechter en schrijver, professor
- Stefan Petzner (* 1981), Oostenrijks politicus en de voormalige leider van de Bündnis Zukunft Österreich (BZÖ)
- Markus Ragger (* 1988), Oostenrijkse schaker